# 范志强 (1951年)
范志强（英語：Tony C. Fan，1951年8月20日—2025年5月30日），台灣省宜蘭縣人，軍人、副教授、專業經理人，曾任臺灣期貨交易所董事長、2011年擔任期貨市場協會（Association of Futures Markets, AFM）主席、2014年任台灣高速鐵路公司董事長，2015年1月離職，3月擔任元大銀行董事長。

## 生平
1994年12月軍職退伍，正式在「復華證券金融公司」任職。擔任復華證券董事長期間，在短短1年半內，快速併入中南部15家證券商，讓公司營收大幅成長9倍之多，使得復華成為國民黨黨營事業中少數賺錢的企業。因此被中華開發看中，希望借重他的長才，讓復興航空起死回生。
適當時復興航空因為財務結構不佳、支出成本無法下降等多重因素，累計多年虧損達70億新台幣；加上台灣產業外移嚴重，國內線旅客人數幾乎腰斬，完全看不見觸底或是反轉向上的跡象，公司生存岌岌可危。2001年起，分別被派任「亞旭電腦」和「復興航空」的董事長。幸賴國產實業林孝信、復興航空總經理孫洪祥等人幫助，以及一個「省」字，終結復興航空連續6年虧損的噩運，改善體質後，公司股票能在興櫃市場正常交易。
2014年3月13日台灣高速鐵路公司董事會通過，為新任董事長，金管會主委曾銘宗證實，期間仍為期交所董事長，俟5月15日完成台指期貨在歐洲掛牌上市後，方專注台灣高鐵工作。
2015年1月16日請辭台灣高鐵董事長職務。

## 家庭
已婚，育有1子1女。